# 莫里尼伊戈
莫里尼伊戈，是西班牙卡斯蒂利亚-莱昂萨拉曼卡省的一个市镇。 总面积8平方公里，总人口121人（2001年），人口密度15人/平方公里。